# OG (thể thao điện tử)
OG là một đội thể thao điện tử chuyên nghiệp có trụ sở tại Châu Âu được thành lập vào ngày 31 tháng 10 năm 2015. Họ nổi tiếng khi là đội đầu tiên vô địch hai lần liên tiếp (năm 2018 và 2019) của giải The International, giải thi đấu lớn nhất của tựa game Dota 2.

## Lịch sử

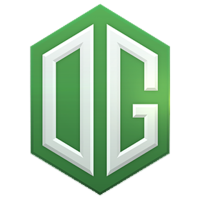
Logo đầu tiên của OG đến 28/07/2017 trước khi được Red Bull tài trợ.

Đội được thành lập ban đầu với tên (monkey) Business vào tháng 8 năm 2015 bởi Tal "Fly" Aizik và bạn anh, Johan "N0tail" Sundstein. Họ mời thêm những tài năng trẻ đang nổi là David "MoonMeander" Tan, Amer "Miracle-" Al-Barkawi và Andreas "Cr1t -" Nielsen.
Sự đột phá của OG xảy ra tại Frankfurt Major vào cuối tháng 11 năm 2015. Từ nhánh thua, OG lần lượt đánh bại nhà vô địch và á quân The International 2015, Evil Geniuses và CDEC Gaming. Ngay sau khi có chuỗi thống trị tại vòng loại khu vực châu Âu, (monkey) Business đổi sang sử dụng cái tên OG. Mặc dù chỉ đạt được vị trí thứ 7 trong số 16 đội tham dự kỳ Major kế tiếp tại Thượng Hải vào tháng 3 năm 2016, OG lại vô địch tại Manila Major vào tháng 6 năm 2016, trở thành đội đầu tiên vô địch nhiều lần tại các giải đấu Dota 2 do Valve Corporation tài trợ.

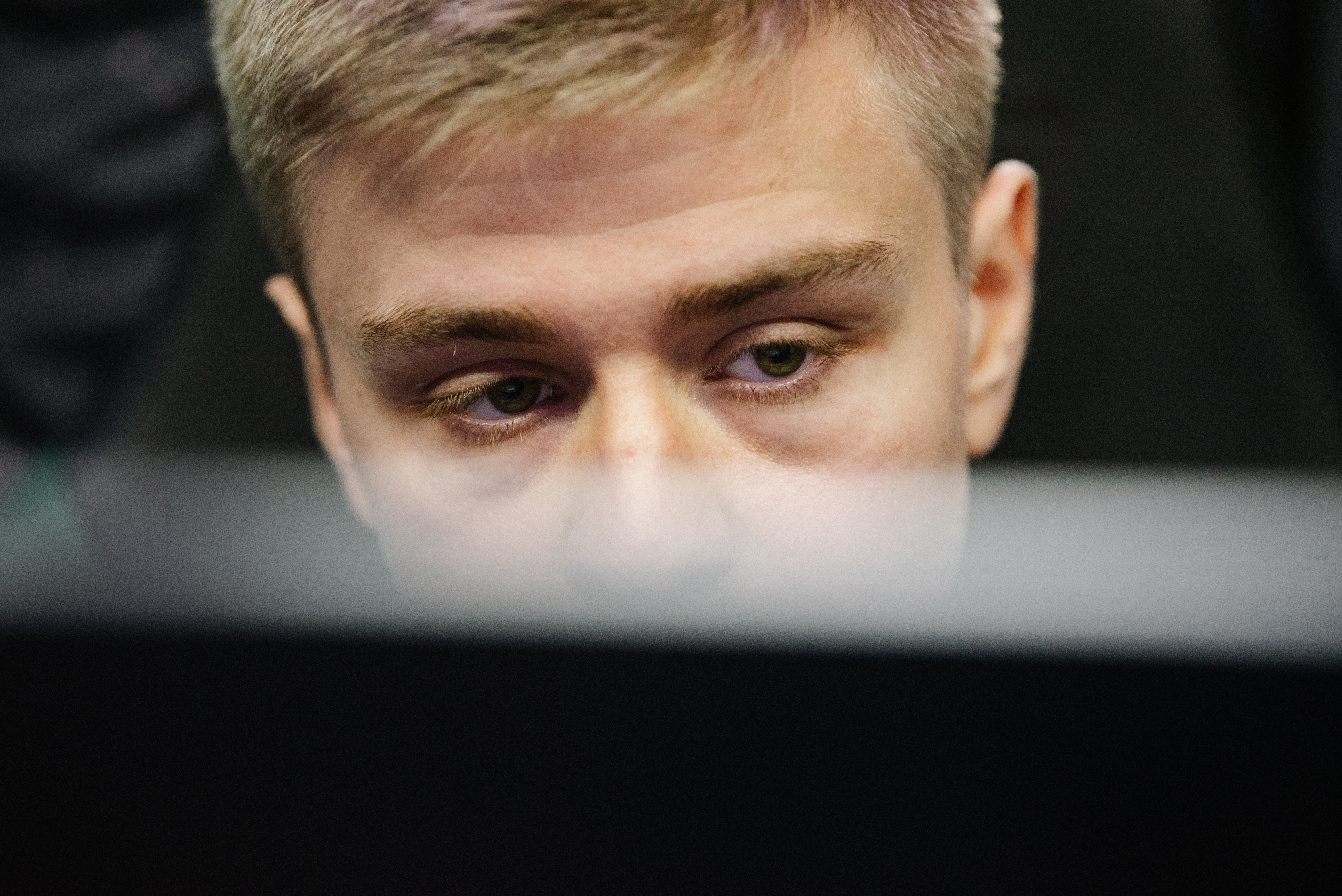
Đội trưởng N0tail tại The International 2018

Tháng 8 cùng năm đó, OG bước vào The International 2016 với vị thế hạt giống, sau khi nhận được lời mời tham dự trực tiếp, nhưng chỉ giành vị trí 9 - 12 trong số 16 đội. Vào tháng 8 năm 2016, MoonMeander, Miracle- và Cr1t- rời đội, và thay thế vị trí của họ là Gustav "s4" Magnusson, Anathan "ana" Pham và Jesse "JerAx" Vainikka. Mặc dù vừa thay đội hình mới, OG đã thắng Boston Major vào tháng 12 năm 2016, lần thứ 3 vô địch giải đấu Major. Sau đó, OG góp mặt tại trận chung kết của Dota 2 Asia Championships tại Thượng Hải, và bị đánh bại bởi Invictus Gaming. Năm 2017, OG chiến thắng tại Kiev Major sau loạt đấu 5 trận (BO5) với Virtus.pro. Tại sự kiện ở Kiev, đội đã xuất hiện trên loạt phim tài liệu True Sight của Valve.

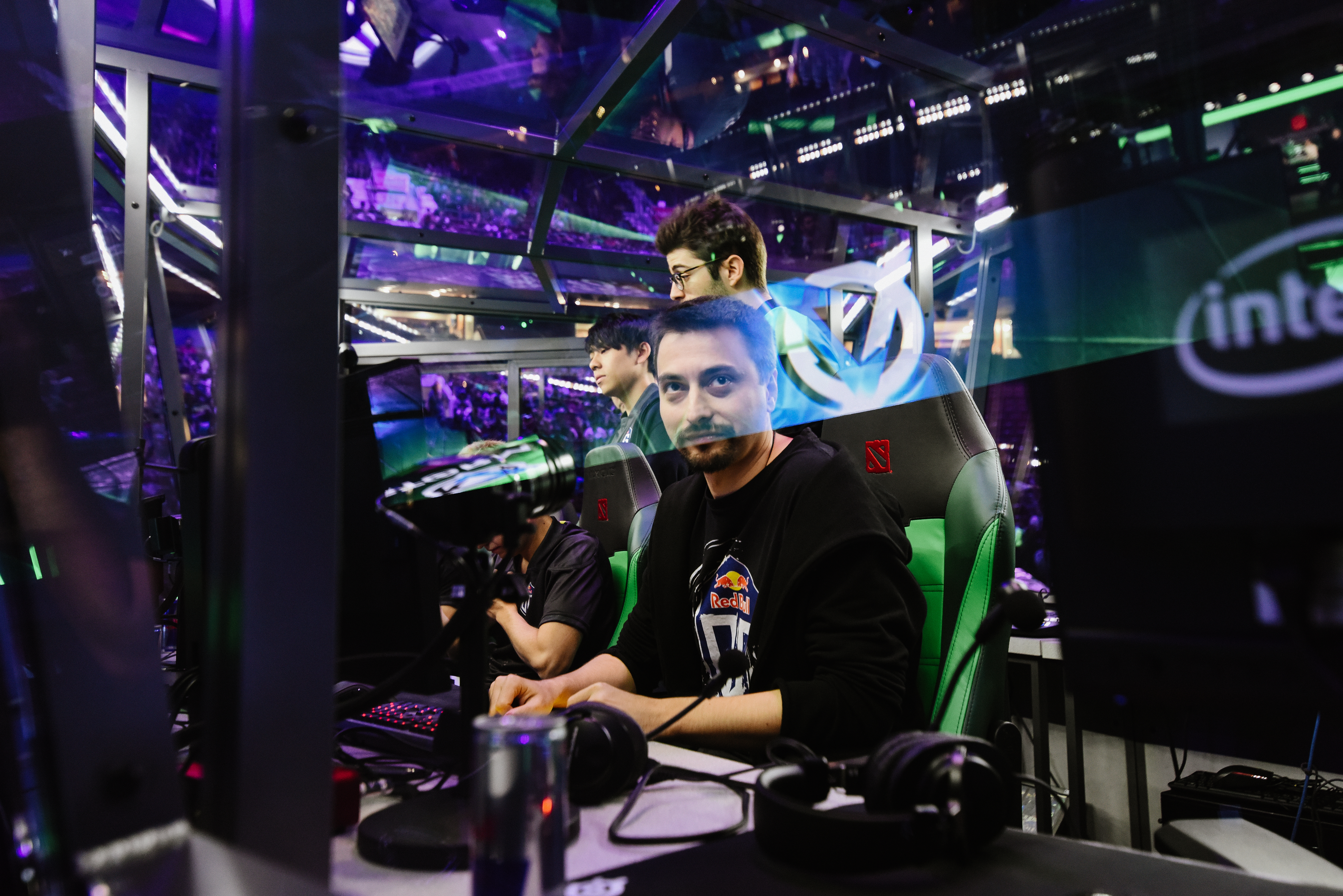
Cựu huấn luyện viên của đội, Cristian "ppasarel" Banaseanu (phía trước) với team OG tại The International 2018.

Vào tháng 5 năm 2018, Fly và s4 rời nhóm để tham gia Evil Geniuses và Roman "Resolut1on" Fominok gia nhập VGJ.Storm. Đây là giai đoạn khó khân nhất với đội, mất đi các thành viên chủ chốt, OG không đủ điều kiện để nhận lời mời trực tiếp tham dự The International 2018 và Vòng loại khu vực, họ buộc phải thi đấu Vòng loại mở rộng.. N0tail cần gấp ba thành viên trong thời gian vài tuần trước vòng loại, OG đã nhanh chóng ký hợp đồng với Topias "Topson" Taavitsainen (một tân thủ chưa từng chơi tại bất kỳ một giải đấu LAN chuyên nghiệp nào trước đó), Sébastien "Ceb" Debs (hay 7ckngMad) (người trước đây từng là huấn luyện viên của đội) và Anthan "ana" Pham (vừa trở lại đội sau kỳ nghỉ dài một năm).. Không nằm trong top 8 đội của hệ thống tính điểm Dota Pro Circuit, vì thế không được mời trực tiếp tham dự The International 2018, OG đã phải kiếm tìm chiếc vé của họ bằng cách chiến thắng trong vòng loại mở rộng khu vực châu Âu.
Tại The International 2018, OG sau đó được xếp vào bảng A của The International, đứng thứ tư tại bảng đấu với thành tích 9 thắng – 7 thua, họ vào Main Event ở nhánh trên (upper bracket). OG đã làm lên kỳ tích khi chiến thắng mọi trận đấu để tiến vào trận chung kết tổng., đánh bại PSG.LGD với tỷ số 3-2, đưa họ trở thành nhà vô địch The International 2018 với giải thưởng 11 triệu đô la Mỹ tiền mặt.. Chiến thắng của OG được ví như câu chuyện Cô bé lọ lem hay sự thành công của kẻ bị coi thường, vì họ đến từ vòng loại mở và đã đánh bại các đội giàu thành tích và được đánh giá cao hơn nhiều.  Chiến thắng của OG cũng phá vỡ "lời nguyền TI" cho rằng các đội Trung Quốc sẽ vô địch vào các năm chẵn.
Vào tháng 11 năm 2018, Anthan "ana" Pham rời đội sau khi quyết định tạm nghỉ, Per Anders "Pajkatt" Olsson Lille và Igor "iLTW" Filatov thay thế anh cho đến khi anh trở lại vào tháng 3 năm 2019.
Vào tháng 4 năm 2019, OG đã để thua OpenAI Five, một đội chơi AI (bot) tại San Francisco. Cuối tháng đó, Titouan "Sockshka" Merloz thay thế Cristian "ppasarel" Banaseanu ở vị trí huấn luyện viên. Khác với năm trước đó, lần này OG nhận được lời mời trực tiếp đến The International 2019 với top 12 của Dota Pro Circuit. Với kết quả 14-2 ở vòng bảng, OG đi tiếp vào nhánh thắng và đánh bại Team Liquid trong trận chung kết tổng với tỉ số 3-1, khiến họ trở thành đội đầu tiên vô địch 2 lần tại The International. Chiến thắng này cũng giúp cả năm thành viên của OG trở thành 5 game thủ kiếm được nhiều tiền nhất từ thể thao điện tử.

## Người quản lý
| ID        | Name               | Vị trí                | Ngày gia nhập | Ngày rời đi |
| --------- | ------------------ | --------------------- | ------------- | ----------- |
| izpAH     | Oliver Steer       | Quản lý               |               |             |
| Sockshka  | Titouan Merloz     | Huấn luyện viên       | 30/04/2019    |             |
| Roro      | Mia Stellberg      | Psychologist          |               |             |
| ppasarel  | Cristian Banaseanu | Huấn luyện viên (cựu) | 14/06/2018    |             |
| the_evany | Evany Chang        | Cựu quản lý           | 31/10/2015    | 2018        |

## Thành tích
| Ngày       | Thứ hạng | Giải đấu                                  | Đội         | Kết quả           | Tiền thưởng |
| ---------- | -------- | ----------------------------------------- | ----------- | ----------------- | ----------- |
| 25/08/2019 | Vô địch  | Chung kết thế giới The International 2019 | Team OG     | 3-1 Liquid        | $15,603,100 |
| 25/08/2018 | Vô địch  | Chung kết thế giới The International 2018 | Team OG     | 3-2 PSG.LGD       | $11,234,200 |
| 10/12/2017 | Vô địch  | MDL Macau                                 | Team OG     | 2-0 TNC Pro Team  | $130,000    |
| 10/08/2017 | Hạng 7-8 | Chung kết thế giới The International 2017 | Team OG     | 0-2 LGD Gaming    | $617,198    |
| 30/04/2017 | Vô địch  | The Kiev Major 2017                       | Team OG     | 3-2 Vitus.pro     | $1,000,000  |
| 10/12/2016 | Vô địch  | The Boston Major 2016                     | Team OG     | 3-1 Ad Finem      | $1,000,000  |
| 19/06/2016 | Vô địch  | ESL One Frankfurt 2016                    | Team OG     | 3-0 Natus Vincere | $157,273    |
| 12/06/2016 | Vô địch  | The Manila Major 2016                     | Team OG     | 3-1 Liquid        | $1,110,000  |
| 21/11/2015 | Vô địch  | The Frankfurt Major 2015                  | Team OG     | 3-1 Team Secret   | $1,110,000  |
| 21/12/2014 | Vô địch  | XMG Captains Draft 2.0                    | Team Secret | 3-2 Vitus.pro     | $96,860     |